# Cratere Jumo (Callisto)
Jumo è un cratere sulla superficie di Callisto.